# التاريخ الأوسط (كتاب)
التاريخ الأوسط، وهو أحد كتب أهل السنة والجماعة، ألّفهُ الإمام محمد بن إسماعيل البخاري، وهذا وصف لم يُطلقه البخاري، وإنما أطلق عليه اسم أقرب للكتاب وهو الذي ذكرهُ في بداية كتابه، وهو «التاريخ في معرفة رواة الحديث ونقلة الآثار والسنن وتمييز ثقاتهم من ضعفائهم وأخبارهم وتاريخ وفاتهم».

## التأليف
أُلف الكتاب من الإمام أبو عبد الله محمد بن إسماعيل البخاري (13 شوال194 هـ - 1 شوال 256 هـ) / (20 يوليو 810 م - 1 سبتمبر870 م)، وهو أحد كبار الحفّاظ الفقهين ومن أهم علماء الحديث وعلوم الرجال والجرح والتعديل والعلل عند أهل السنة والجماعة، له مصنّفات كثيرة أبرزها كتاب الجامع الصحيح، والمشهور باسم آخر صحيح البخاري، والذي يعتبر أوثق الكتب الستة الصِّحاح، والذي أجمع علماء أهل السنة والجماعة أنه أصح الكتب بعد القرآن الكريم. نشأ يتيماً وطلب العلم منذ صغره ورحل في أرجاء العالم الإسلامي في رحلة طويلة للقاء العلماء وطلب الحديث. اشتهر شهرة واسعة وأقرّ له أقرانه وشيوخه ومن جاء بعده من العلماء بالتقدّم والإمامة في الحديث وعلومه، حتّى لُقّب بأمير المؤمنين في الحديث.(2) وتعلم على يديه الكثير من كبار أئمة الحديث كمسلم بن الحجاج وابن خزيمة والترمذي وغيرهم، وهو أول من وضع في الإسلام كتاباً مجرّداً للحديث الصحيح. وهو من أوائل من ألّف في تاريخ الرجال. امتُحن أواخر حياته وتُعصّب عليه حتى أُخرج من نيسابور وبخارى فنزل في إحدى قرى سمرقند فمرض وتوفيّ بها.